# The Red Danube
 The Red Danube és una pel·lícula estatunidenca dirigida per George Sidney, estrenada el 1949.

## Argument
La història transcorre en temps de la Guerra Freda. L'acció té lloc a la Viena dividida en dos bàndols -soviètics i aliats- després de la Segona Guerra Mundial, quan una ballarina demana refugi polític a la zona ocupada pels britànics. Això provoca un enfrontament entre un coronel anglès i un altre rus.

## Repartiment
- Walter Pidgeon: Coronel Michael 'Hooky' Nicobar
- Ethel Barrymore: La Mare Superiora
- Peter Lawford: Major John 'Twingo' McPhimister
- Angela Lansbury: Audrey Quail
- Janet Leigh: Maria Buhlen
- Louis Calhern: Coronel Piniev
- Francis L. Sullivan: Coronel Humphrey 'Blinker' Òmicron
- Melville Cooper: Soldat ras David Moonlight
- Robert Cotreu: Caporal C.M.V. Catlock
- Alan Napier: El General
- Roman Toporow: Tinent Maxim Omansky
- Kasia Orzazewski: Germana Kasmira
- Tamara Shayne: Helena Nagard
- Konstantin Shayne: Prof. Serge Bruloff
- Janine Perreau: Mickey Mouse
- Victor Wood: Tinent Guedalia-Wood

I, entre els actors que no surten als crèdits :
- Richard Fraser: El pilot de l'avió de càrrega
- Doris Lloyd: Sra. Omicron

## Nominacions
1951 	
- Oscar a la millor direcció artística per Cedric Gibbons, Hans Peters, Edwin B. Willis i Hugh Hunt